# 梅尼 (路易斯安那州)
梅尼（英語：Many）是美国路易斯安那州下属的一座城市。根据2010年美国人口普查，该市有人口2,853人。建置上，属于「鎮」（town）。